# Apogonichthyoides pharaonis
Apogonichthyoides pharaonis (Bellotti, 1874) è un pesce osseo marino appartenente alla famiglia Apogonidae.

## Descrizione
A. pharaonis non è dissimile come aspetto generale dal re di triglie mediterraneo, tranne che per la livrea. Il corpo è abbastanza tozzo, compresso ai lati. Due pinne dorsali di cui la prima con raggi spinosi, di cui i primi duye molto corti. La pinna caudale ha profilo posteriore dritto. La bocca è molto ampia, obliqua, con denti molto piccoli. Occhi molto grandi. Opercolo branchiale con una spina. Colore del corpo brunastro chiaro con tre larghe bande verticali nere di cui la prima all'altezza delle pinne pettorali e l'ultima sul peduncolo caudale. A metà della banda più anteriore c'è un ocello nero circondato da una linea gialla.
Di solito misura tra 5 e 8 cm, eccezionalmente fino a 12 cm.

## Distribuzione e habitat
Presente nell'Indo-Pacifico tropicale tra le coste africane orientali e l'Australia. Presente anche nel mar Rosso. Risulta molto comune nelle acque nel mar Mediterraneo orientale tra Rodi e l'Egitto dove è giunto attraverso la migrazione lessepsiana. Specie costiera tipica di fondi rocciosi a profondità fino a 50 metri.

## Biologia
Notturno, di giorno sta nascosto negli anfratti del fondo.

### Alimentazione
Zooplanctofago.

### Riproduzione
Il maschio incuba le uova in bocca fino alla schiusura degli avannotti.

## Pesca
La specie non ha importanza economica, viene occasionalmente catturato con le reti da posta.